# Чистильник взуття

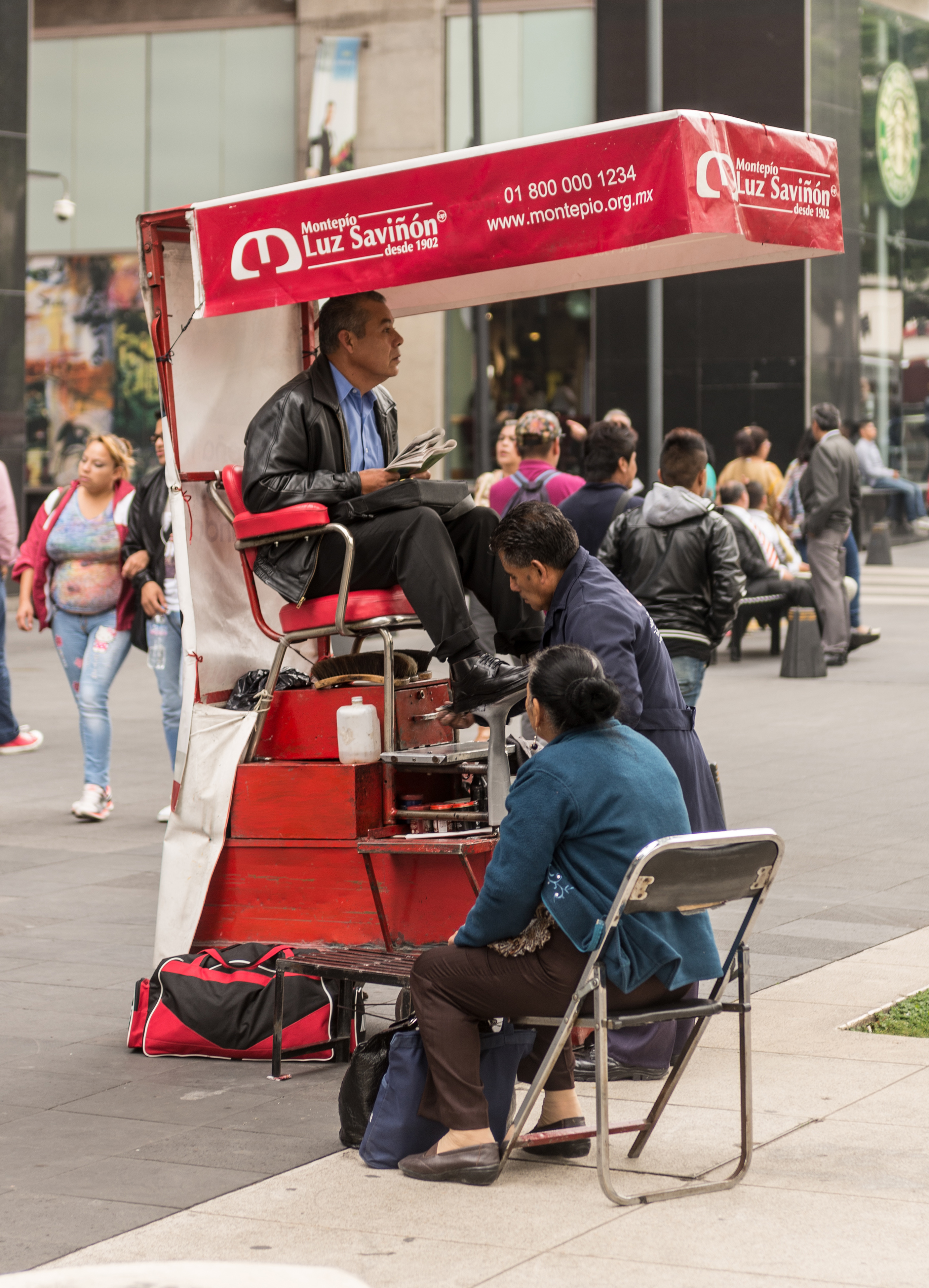
Чистильник взуття в Мехіко

Чистильник взуття — професія, представники якої надають перехожим послуги з чищення взуття (зазвичай гуталіном). Процес очищення практично завжди виконується на вулиці і з допомогою спеціального стенда. В країнах Заходу чистильників взуття часто називали «взуттєвими чистильниками-хлопчиками» (англ.  shoe shine boy), оскільки виконанням цієї роботи часто (хоча й не виключно) займалися діти і підлітки чоловічої статі.
Як професія вуличне очищення взуття за гроші з'явилося в XVIII столітті, оскільки гуталін не мав широкого комерційного поширення аж до початку XX століття. Масштаби діяльності чистильників взуття досягли найбільшого розмаху в кінці XIX століття на вулицях британських і американських міст. У розвинених країнах Заходу в даний час ця професія вже практично зникла, зустрічаючись в основному як «атракціон» для туристів на ярмаркових заходах. Одним з небагатьох людей в Європі, що заробляють собі на життя професійним вуличним чищенням взуття, є житель Франкфурта Томас Ганик, діяльність якого висвітлювали великі німецькі ЗМІ.
З іншого боку, в багатьох країнах Азії і Латинської Америки така форма діяльності продовжує існувати дотепер; нині вона особливо широко поширена в Афганістані, де цим займається після школи чимало сиріт та дітей з бідних родин, іноді заробляючи близько 1 фунта стерлінгів на день. В Індії ця професія також досить поширена, причому в цій країні існує навіть профспілка чистильників взуття, а на здійснення такої діяльності потрібно отримати спеціальну ліцензію. Разом з тим в Індії має масове поширення і нелегальне чищення взуття дітьми, які займаються цим з примусу і отримують до 10 рупій з одного клієнта; уряд країни зазнає критики за ігнорування проблеми подібної форми підневільної праці.
Багато діячів, які згодом стали відомими в тих або інших галузях, протягом якогось періоду в підлітковому віці працювали чистильниками взуття, через що ця професія стала, принаймні в США, важливим культурним стереотипом, що знайшов відображення в різних творах мистецтва і масової культури.

## Галерея

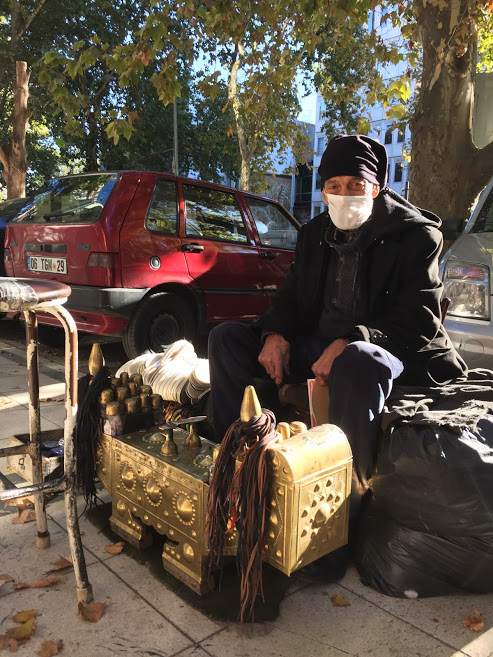
Чистильник взуття на вулиці Анкари